# Прибрежная жаба
Прибрежная жаба (Incilius valliceps) — вид земноводных из семейства Bufonidae.
Общая длина достигает 5—10 см. Отличительной особенностью являются тонкие, без выраженных утолщений, черепные гребни, тянущиеся от носа к задней части головы. Большие паротиды вытянутые и несколько развёрнуты наружу. Окраска спины буро-зелёная с белой или желтоватой полосой по середине, которая может сливаться с другим фоном. По бокам могут быть светлые пятна. Кожа покрыта множеством бугорков, которые заметно крупнее на спине, чем на боках. На брюхе бугорки отсутствуют. Эти бугорки имеют коричневый или розовый цвет.
Любит тропические леса, открытые луга, полузасушливые места, встречается на окраинах городов, в парках и усадьбах. Встречается на высоте до 1600 метров над уровнем моря. Активна ночью. Питается преимущественно насекомыми и другими членистоногими. Способна преодолевать большие расстояния в поисках добычи.
Яйцекладущее земноводное.
Вид распространён от южной Мексики до Коста-Рики.